# Bulbophyllum alabastraceus
Bulbophyllum alabastraceus là một loài phong lan thuộc chi Bulbophyllum.